# راية القابضة
شركة راية القابضة هي شركة مصرية رائدة بمجال الاتصالات والتكنولوجيا لها عدة فروع في الشرق الأوسط منها في السعودية والإمارات وقطر والكويت ويوجد أيضا فرع في الولايات المتحدة الأمريكية اسهم الشركة مدرجة في بورصتي القاهرة والإسكندرية وللشركة عدة مقرات منها في وسط القاهرة ومنها في الحي المتميز في 6 أكتوبر ومقرها الأكبر يوجد بالقرية التكنولوجية في مدينة القاهرة بالمعادي امام القمر الصناعي.

## تاريخها
في عام 1998 اتفقت سبع شركات اتصالات مصرية للاندماج وتكوين شركة واحدة قابضة وفي عام 1999 اندمجت الشركات وولدت شركة راية وبرأس مال 18 مليون دولار أمريكي وفي عام 2000 ركزت الشركة على قطاعين هما التعليم والاتصالات ففي مجال التعليم اتفقت راية مع شركة مايكروسوف لفتح معهد لتدريس تكنولوجيا المعلومات وفي مجال الاتصالات ساهمت راية في تطوير قطاع الاتصالات في المنطقة وقامت بالاستحواذ على شركات أخرى بنفس المجال وكذلك ارتفعت القوة العاملة لدى الشركة من 288 عامل عام 1998 إلى 800 عامل في عام 2000 وزادت قوتها العاملة إلى 1700 عامل وفي عام 2004 افتتحت راية فروعا في الدول العربية ودول الخليج وبعض الدول الغربية وتم طرح اسهمها للاكتتاب العام في البورصة المصرية وبعد عام 2005 انطلقت الشركة لتقدم خدماتها إلى دول العالم في أمريكا وأوروبا برأس مال مليار جنيه مصري.

## وصلات خارجية
- الموقع الرسمي